# Doctolib
Doctolib est une entreprise française fondée en 2013 par Stanislas Niox-Chateau, Steeve Abou Rjeily, Ivan Schneider et Jessy Bernal.
Doctolib distribue en France, en Italie, en Allemagne et aux Pays-Bas, un service de prise de rendez-vous en ligne destiné aux patients. Outre cette fonctionnalité, le site web propose des services logiciels aux professionnels de santé. 
Il est principalement dédié à ceux exerçant dans un cadre réglementé (dotés d'un numéro RPPS ou inscrits à l'annuaire Adeli) une médecine conventionnelle ou non.

## Histoire

### Fondation
La société Doctolib est créée en août 2013 par Stanislas Niox-Chateau, Jessy Bernal, Ivan Schneider et Steve Abou-Rjeily, avec la participation de 50 praticiens partenaires (médecins et dentistes).
En juin 2014, le service Doctolib est utilisé par une première clinique.

### Première levée de fonds en 2014
En novembre 2014, Doctolib lève 4 millions d’euros auprès de ses investisseurs historiques et de nouveaux investisseurs, comme Pierre Kosciusko-Morizet et Pierre Krings, cofondateurs de PriceMinister.

### Deuxième levée de fonds en 2017
En janvier 2017, Doctolib lève 26 millions d’euros pour recruter 200 personnes supplémentaires avant 2018. La banque publique d’investissement (Bpifrance) entre au capital.
En mai 2017, l’Assistance-Publique-Hôpitaux de Paris (AP-HP) adopte la prise de rendez-vous en ligne par Doctolib. Selon l’étude de la chaire Hospinnomics, la prise de rendez-vous en ligne engendre deux effets positifs pour l’hôpital. D'une part, concernant les professionnels de santé, un mois après l’installation de Doctolib, le nombre de rendez-vous honorés croît de 7,5 % dans les établissements de santé de l’AP-HP équipés. Ainsi, en une année, la hausse s'élève à 11 % pour tous les patients et plus spécifiquement à 7 % pour les nouveaux patients. D'autre part, si les délais de rendez-vous ne varient pas, les patients sont favorables à recommander ce service : un tiers des 5 000 patients interrogés par l’AP-HP en janvier 2018 déclarent qu’ils auraient cherché un rendez-vous hors de l’AP-HP sans la prise de rendez-vous en ligne et 85 % d'entre eux recommanderaient spontanément le service à leurs proches.
En octobre 2017, Doctolib franchit le cap des 11 millions de visites par mois. En novembre 2017, la maternité du CHU de Nancy expérimente le service pour les consultations de gynécologie, d'obstétrique et d'assistance médicale à la procréation (AMP).[réf. à confirmer]
En janvier 2018, Doctolib compte 40 000 professionnels de santé partenaires. En juillet 2018, Doctolib acquiert son concurrent direct MonDocteur et compte désormais à la suite de cette opération, près de 600 salariés. Ces deux sites totalisent 20 millions de visites de patients par mois et 55 000 professionnels de santé utilisateurs.

### Service de téléconsultation en 2019
En janvier 2019, Doctolib annonce le déploiement d’un service de téléconsultation destiné aux praticiens français. Élaboré avec 500 médecins partenaires, ce service s’inscrit dans le cadre de la convention médicale et est intégralement remboursé par l’assurance maladie.

### Troisième levée de fonds en 2019
En mars 2019, une nouvelle levée de fonds de 150 millions d'euros valorise la startup à un milliard d'euros, ce qui en fait une licorne. En octobre 2019, Doctolib totalise parmi ses clients 100 000 professionnels et 2 000 établissements de santé utilisateurs. En 2019, les hôpitaux marseillais de l'AP-HM optent pour Doctolib pour la gestion de leurs rendez-vous.
En mars 2021, Doctolib annonce la commercialisation du service « Doctolib Médecin », une application de gestion de cabinet médical libéral, en complément de sa plateforme de prise de rendez-vous. Ce service est censé faciliter les tâches administratives des généralistes, telles que gestion d'agenda, historique des patients et édition d'ordonnances,. En octobre 2021, Doctolib annonce l'acquisition de Dottori, un des principales entreprises de la prise de rendez-vous médicaux en ligne en Italie qui compte 120 employés et a une clientèle de 2 millions d'italiens de personnes.
Le 21 janvier 2022, Doctolib annonce l'acquisition de la jeune pousse Tanker, — fondée en 2015 par Guillaume Pontallier, Clément Ravouna et Cédric Gestes — dont les solutions de chiffrement sont utilisées par sa plateforme depuis 2019, En mars 2022, l'entreprise effectue une nouvelle levée de fonds de 500 millions d'euros, ce qui la fait devenir licorne française la plus valorisée avec une valorisation de 5,8 milliards d'euros,.
En 2023, Doctolib est élue entreprise la plus utile au quotidien des Français pour la deuxième année consécutive dans un classement réalisé depuis 2019 par l'Ifop et une des 15 entreprises les plus admirée en France.

## Principaux indicateurs

### Audience
En 2019, le site reçoit 34 millions de visite mensuelles. 
En 2020, 60 millions de personnes utilisent la plateforme. 
En fin d'année 2019, le nombre de comptes est de 40 millions en France, et est en mai 2021 de 45 millions de personnes ont un compte en France et 5 millions en Allemagne.

### Catalogue
En 2019, 1 700 établissements de santé passent par la plateforme de prise de rendez-vous. L'accès à l'agenda du site coût alors 109 euros tandis que celui à la plateforme de télémédecine coûte 79 euros.

### Données financières
Doctolib a choisi de ne jamais publier ses données comptables. 
En 2019, elle est valorisée à plus de 1 milliard d'euros. 
Cependant en 2020, son chiffre d'affaire est estimé entre 150 et 200 millions d'euros. En 2022, les données ont fuité : Doctolib a réalisé un chiffre d'affaires de 217 millions d'euros pour une perte comptable de 168 millions d'euros.

### Effectif
En 2021, l'entreprise compte 1 700 employés.

### Concurrence
En 2019, sa concurrence se compose de 17 structures. En 2021, la concurrence de Doctolib est composée de Maiia, KelDoc, Allodocteur ou Vitodoc.

## Objectifs affichés
En 2019, Doctolib estime que son service permettrait de réduire le pourcentage de rendez-vous non honorés par les patients de 10 % à 4 % avec la mise en place du rappel de rendez-vous par email et SMS.
Pour les patients, Doctolib aurait un impact positif lors de la prise de rendez-vous médical, en particulier le soir et le week-end : selon Doctolib, 54 % des rendez-vous pris sur le site et l’application s'effectueraient durant les heures de fermeture des cabinets.

### Services proposés par Doctolib
Pour les professionnels de santé, Doctolib est un service de gestion en ligne des consultations. L’objectif de son service est de permettre aux professionnels de santé d’améliorer l’efficacité de leur organisation, la communication avec leur patient et la coopération avec leurs confrères. En 2019, le service de gestion des consultations est facturé 129 € par mois aux professionnels de santé. Depuis le 15 janvier 2019, Doctolib propose également aux médecins un service de téléconsultation leur permettant de réaliser des consultations vidéos avec leurs patients, remboursées par l’Assurance maladie. Ce service est facturé 79 € par mois aux médecins, en plus de l’abonnement au service en ligne classique.
Côté patient, le site et l’application Doctolib permettent de trouver de l'information sur l'offre de soins, de prendre rendez-vous à tout moment avec un professionnel de santé et de consulter l'historique de ses consultations depuis un compte personnel. Le service est gratuit pour les patients. Le service de téléconsultation de Doctolib permet aux patients de prendre un rendez-vous pour une consultation vidéo avec leur médecin, de payer en ligne à la suite de cette consultation vidéo et d’accéder à leur ordonnance sur leur compte personnel. Ce service offre aux patients la possibilité de consulter depuis leur domicile et d’échanger plus rapidement avec un professionnel de santé. Le service de téléconsultation de Doctolib n’est accessible qu’aux patients déjà suivis par un médecin, afin de respecter le parcours de soins et de répondre aux conditions du remboursement par l’Assurance maladie.

#### Prises de rendez-vous pour la vaccination contre la Covid-19
Au 1er juin 2021, en France, Doctolib revendique 39 millions de rendez-vous pour une vaccination contre la Covid-19 représentant une part de marché de près de 90 %. En juillet 2021, après la mise en place du passe sanitaire , 1,35 million de français prennent rendez-vous sur la plateforme. Le 26 novembre 2021, au lendemain de l'annonce d'Olivier Véran, ministre de la santé français qu'une troisième dose de vaccination contre la Covid-19 sera obligatoire après le 15 janvier 2022, 1,2 million de personnes prennent un rendez-vous sur le site.
Les plates-formes de prise de rendez-vous en ligne sont les nouveaux acteurs du secteur de la santé gérant les informations sur le parcours de soins d'une grande partie de la population. La plateforme est utilisée pour donner accès à 90 % des centre de vaccination. 

#### Aide à la consultation et remplissage du dossier patient par intelligence artificielle
En mai 2024, Doctolib acquiert une filiale en Allemagne, destinée à répondre aux questions des médecins et des patients via un assistant téléphonique Aaron.ai alimenté par IA
En octobre 2024, la société lance un service permettant d'alimenter automatiquement le dossier du patient, d'après l'analyse par une IA des échanges oraux entre lui et son médecin lors d'une consultation. Le service peut être utilisé comme simple outil de prise de notes, ou proposer une synthèse structurée, comportant des suggestions ; cette synthèse doit être validée par le praticien,. 

### Gestion de la patientèle et de leurs données
L'entreprise affirme qu’elle s’assure de la fiabilité des informations publiées sur son site et son application, n’oriente pas les patients vers un praticien en particulier, respecte le parcours de soins coordonnés et ne permet pas aux patients de noter publiquement leurs praticiens.

#### Hébergement et sécurité des données
En 2019 les données personnelles de santé conservées par Doctolib sont hébergées par des entreprises certifiées « données de santé » AZNetwork et de Coreye (Pictime Group), mais aussi chez Amazon Web Services, le service d'hébergement d'Amazon qui n'a pas cette certification. Le 19 juin 2020, Doctolib annonce adopter le chiffrement de bout en bout pour la sécurisation des données de santé, affirmant « Cette technologie rend rigoureusement impossible à toute autre personne d’accéder à ces données, y compris dans les opérations d’assistance ou de maintenance ».
En 2021, Doctolib est  critiquée pour héberger des données chez Amazon par des professionnels et des associations de patients, qui soulignent que l'entreprise est soumise au droit des États-Unis et donc à un pouvoir étranger arbitraire, mais  le juge administratif rejette cette plainte car l'entreprise a mise en place une procédure qui peut être activée sur demande des autorités françaises. Une enquête révèle que les données hébergées chez Amazon ne sont pas chiffrées, et donc accessibles à Amazon.
En 2022, Doctolib reconnaît que contrairement à ce qu'elle affirmait en 2020, elle ne chiffre pas de bout en bout les données qu'elle héberge, tout en affirmant avoir « toujours été clair et transparent en matière de chiffrement »,.

#### Certifications
Fin 2021, Doctolib obtient la certification ISO 27001 remise par l'organisme britannique BSI, sur la sécurité de l'information, et celle d'hébergeur de données de santé (HDS),.

#### Projet de centralisation du dossier du patient
Le projet de création en 2024 d'un onglet "santé" permettant une centralisation et le partage de toutes les données médicales d'un patient et des rappels de type vaccinations à effectuer est vécu comme une menace par l'assurance maladie, qui y voit un risque de concurrence par un acteur privé de l'application "Mon espace santé".

### Exploitation des données par une intelligence artificielle
En août 2024, Doctolib modifie ses conditions d'utilisation pour autoriser l'exploitation des données de sa clientèle par une intelligence artificielle. Ces données incluent les données personnelles indiquées dans le profil (sexe, date de naissance, pays/ville), les adresses courriel et IP, les données de connexion, les réponses aux enquêtes volontaires, données de santé pseudonymisées (avec l'historique de rendez-vous de santé, le profil médical, les documents enregistrés sur la plateforme, les notes et informations médicales). L'entreprise travaille alors sur au moins un projet pour remplir automatiquement le dossier des patients en écoutant la consultation, et un autre pour échanger avec la patientèle lors de la prise de rendez-vous de santé. 

## Informations disponibles
« Souvent perdus », les patients « comprennent rarement à quoi correspondent les sommes » à régler, en particulier « quand il y a des dépassements d'honoraires » et Doctolib peut les aider. On y trouve le terme « médecin conventionné en secteur 1 », qui veut dire qu'il « applique obligatoirement les tarifs fixés dans la convention médicale ». Le médecin conventionné en secteur 2 pratique lui des honoraires libres, avec des « dépassements d'honoraires », que l'Assurance Maladie ne rembourse pas, se limitant à rembourser sur la base du tarif de base.

## Critiques
La journaliste Anne Bayle-Iniguez évoque en 2021 que les critiques envers l'entreprise « révèlent l'incapacité du monde de la santé à collaborer avec le secteur privé, pourtant essentiel pour faire tourner l’écosystème sanitaire ».

### Référencement de professionnels de la santé non-inscrits sur Doctolib
En octobre 2018, deux syndicat de médecins, Union française pour une médecine libre et CSMF reprochent à Doctolib 
- l'affichage de professionnels de santé ayant quitté le site, dont les patients sont redirigés vers d'autres, abonnés au site.
- d'avoir importé l'ensemble des médecins de France sans leur consentement, un viol du Règlement général sur la protection des données[53].

Stanislas Niox-Chateau nie ces accusations. Doctolib annonce toutefois le 30 octobre 2018 avoir modifié son outil afin de rediriger la recherche d'un médecin qui s'est désinscrit vers une page d'erreur et considére que le Conseil de l'ordre l'autorise à utiliser la liste des médecins. L'un des syndicats remercie néanmoins Doctolib pour avoir réagi rapidement.
En 2024, Doctolib continue de référencer des médecins non-inscrits à ses services, précisant recenser « ces médecins afin de faciliter l’accès au soin en permettant aux patients de trouver tous les praticiens ayant le droit d’exercer, qu’ils soient clients de Doctolib ou non, et de les contacter via leur adresse et leur numéro de téléphone.»  À ce sujet, la CNIL indique que « des éditeurs privés d’annuaires de professionnels, qui se limitent, par défaut (c’est-à-dire sans initiative des personnes concernées), à rediffuser les données « élémentaires » sur leur activité (données d’identité, spécialités / domaines d’expertise, coordonnées du lieu d’exercice de la profession, etc.) peuvent le faire sans l’accord préalable / le consentement des professionnels concernés.»

### Tri selon les motifs de consultation
La journaliste Johanna Habib a révélé en avril 2019 que Doctolib permet de rendre des plages horaires accessibles uniquement pour certains motifs de consultation, en violation du Serment d'Hippocrate.

### Augmentation des frais pendant le confinement
Pendant la crise sanitaire du Covid-19, Doctolib applique un nouveau prélèvement de 1 % sur chaque téléconsultation, correspondant aux frais du prestataire de paiement en ligne (Stripe). Ces frais, cumulés avec le coût de l'abonnement, peuvent selon un médecin représenter jusqu'à 200 euros par mois par professionnel.
Doctolib se défend en décembre 2020 en expliquant que ces frais ne constituent pas un bénéfice mais une refacturation de frais bancaires, que l'entreprise a offert la gratuité de ces frais qui étaient de 1,5 % à l’origine, et qu'elle a renégociés à 1 %. L’entreprise rappelle qu’elle a offert la gratuité de ses abonnements de téléconsultation pendant toute la durée de l’épidémie « afin de participer à l’effort national » mais déclare ne pas pouvoir assumer ces frais bancaires.

### Confidentialité des données de santé envoyées sur Amazon Web Services
En 2021, plusieurs syndicats de médecins déposent un recours devant le Conseil d'État en raison de l’utilisation par le site de prise de rendez-vous Doctolib des services d’hébergement d'Amazon Web Services (AWS). Philippe Vimard, directeur des opérations chez Doctolib, répond qu'AWS est la meilleure solution, bien que non européenne, et dispose de la certification HDS.
Ces syndicats et associations de patients dénoncent dans leur recours un niveau de sécurité insuffisant pour entreposer les données de santé de millions de personnes. Selon eux, le CLOUD Act permet aux agences de renseignement des États-Unis d’accéder aux informations sur les serveurs d’entreprises américaines et le droit américain a des effets extraterritoriaux importants qui ne garantissent pas un niveau de protection conforme au RGPD,. En juillet 2020, la Cour de justice de l'Union européenne a ainsi invalidé le second accord d'échange de données personnelles entre l'Union européenne et les États-Unis. À la suite de l’affirmation que le chiffrement proposé par Doctolib était incomplet, l'application Doctolib est accusée d'être « trop bavarde » sur les données de ses utilisateurs.
Un chercheur en informatique d'Inria montre aussi comment Doctolib héberge les images des praticiens chez Cloudinary (en). Ce prestataire peut en déduire la spécialité recherchée par la patientèle (cancérologie, oncologie, etc.). L'expert indique que Doctolib envoie aussi des informations à Google Analytics et Amazon, et montre que les données envoyées à AWS permettent de savoir ce qui est recherché sur le site Doctolib. Enfin, ce chercheur explique que le prestataire Cloudflare répond avec le certificat de Doctolib et pourrait donc lire les requêtes envoyées à Doctolib,.
Le Conseil d’État écarte néanmoins en mars 2021 la demande de suspension du partenariat entre le ministère de la Santé et Doctolib dans le cadre de la campagne de vaccination, il explique face aux critiques sur l'absence de chiffrement des données sur Amazon qu'une procédure négociée pourra être mise en place sur demande des autorités françaises, et valide la conformité du système d'hébergement mis en place par Doctolib,. 
Le Conseil d'État ne sollicite pas l'avis de la CNIL, comme le demandaient les requérants. Ces derniers affirment que le chiffrement mis en place n'est pas sécurisé, et en particulier que si les données étaient transmises chiffrées sur les serveurs d'Amazon web services, « Au sein de l’App Server les données sont à un moment accessibles en clair (Data Access). Or dans le cas de Doctolib, cet App Server est hébergé chez Amazon »,.
Le risque évoqué que l’État américain puisse accéder aux données personnelles et de santé de dizaines de millions de Français est considéré comme préoccupant. Avec le développement de la télémédecine, au-delà des rendez-vous, les consultations et l’envoi des ordonnances transiteront sur les serveurs de Doctolib.  L'État français est appelé à assurer la protection des données de santé des Français en encadrant les entreprises de la santé qui les détiennent.

### Vol et perte de données, informations transmises à Facebook

#### Faits sur les vols de données
En 2020, Doctolib est victime d'un vol de données personnelles concernant 6 128 rendez-vous médicaux (nom, prénom, sexe, âge, numéro de téléphone, adresse électronique des patients ; date de rendez-vous, nom et spécialité du personnel de santé concernés par le rendez-vous) mais pas le motif du rendez-vous. Cette faille concerne les rendez-vous pris par des logiciels spécialisés interfacés avec Doctolib.

#### Données transmises à Facebook par Doctolib
En juin 2021, Mobilsicher, média allemand spécialisé dans les questions de confidentialité et des données numériques, révèle que Doctolib a transmis pendant plusieurs mois des données de recherche de ses utilisateurs en Allemagne à Facebook et Outbrain. La plateforme reconnaît rapidement l'utilisation de deux cookies génériques Facebook et Outbrain collectant des informations personnelles (l'adresse IP, mots-clés du traitement recherché, spécialité médicale recherchée, secteur public ou privé) mais indique qu'aucune donnée de santé n'est collectée, considérant que les mots-clés recherchés ne seraient pas des données de santé,,,.

#### Sécurité insuffisante pour le stockage des données de santé
En mai 2022, une investigation met au jour que les données de santé de la patientèle utilisant Doctolib sont transmises à des entreprises basées aux États-Unis, pays que l'Europe considère ne pas assurer des conditions de confidentialité suffisantes. Cette même enquête révèle que des employés de Doctolib ainsi que les professionnels de santé peuvent bien accéder aux dates et heures de rendez-vous, qui peuvent être considérées comme des « données de santé », confirmant les conclusions d'enquêtes menées en mars 2021,. Doctolib répond que « Les données de rendez-vous ne sont pas chiffrées de bout-en-bout. […] Cette technologie de pointe, encore peu répandue […] ne peut s’appliquer à l’ensemble des données traitées sans impact majeur pour les utilisateurs », contredisant son communiqué de 2020.

#### Stockage d'informations sur les pages consultées par les patients
Doctolib utilise aussi le prestataire Cloudinary basé aux États-Unis pour les photos des professionnels de santé et des établissements, ce qui permet à Cloudinary d'identifier la recherche effectuée par les patientes, mais aussi les services Analytics de Google et AWS, permettant à ces entreprises des États-Unis de connaître les pages visitées ou recherchées par les patients sur le site Doctolib. Enfin, les visites et recherches sur le site Doctolib transitent aussi par l'entreprise des États-Unis Cloudflare, qui peut prendre connaissance des recherches effectuées,.

#### Perte de données de consultation
En mai 2023, l'entreprise contacte 2 300 professionnels de santé pour annoncer la perte d'informations des consultations effectuées entre les 26 avril et 27 avril 2023 et pour lesquelles au moins un document a été partagé avec leur patientèle, et concernant les champs Motif, Interrogatoire, Examen, et Conclusion de la section Observation médicale. Cette erreur a été corrigée mais a donné lieu à la parte de milliers d'informations. L'entreprise a indiqué ne pas avoir déclaré l'incident à la Commission nationale de l'informatique et des libertés, mais des professionnels de santé ont considéré cet incident ont néanmoins considéré nécessaire de déclarer l'incident.

### Hébergement de données de santé sans l'accord de la patientèle
Le 14 juillet 2021, Doctolib reçoit le Big Brother Award,,, palmarès dénonçant les structures qui portent les plus atteinte à la vie privée, pour plusieurs problèmes identifiés :
- lorsque des professionnels de santé demandent à utiliser Doctolib, ce service leur demande à accéder aux données de santé de toute leur patientèle, sans que celle-ci en soit informée, et ce même si cette patientèle ne dispose d'aucun compte Doctolib[80] ;
- le manque de transparence de la politique de confidentialité de Doctolib, multipliant les documents qui précisent les conditions d'exploitation des données collectées ;
- lorsque du personnel de santé utilisent Doctolib, ce service accède à la liste complète de leur patientèle alors que les créneaux libres suffiraient ;
- l'usage de cookies publicitaires permet à de nombreuses entreprises telles que Google, Twitter, Instagram, Facebook, LinkedIn, Medium et YouTube d'être informées quand un rendez-vous est pris par un patient ;
- la fusion de données de santé sur des patients et patientes transmises par plusieurs personnels de santé, sans aucune suppression une fois que les données ne sont plus utiles pour la prise de rendez-vous.

### Monopole
Alors qu'il existe de nombreux concurrents, Doctolib bénéficie d'un quasi-monopole en France,.
Le contrat avec l'Assistance publique des hôpitaux de Paris a donné lieu à une plainte auprès de l'Autorité de la concurrence par l'ancien PDG de RDVmédicaux, revendue depuis à Cegedim, à qui appartient déjà la plateforme Docavenue. En début d'année 2019, la diffusion d'un tweet promouvant Doctolib par le ministère de la santé suscite l'indignation, peu après le recrutement d'un attaché de presse du ministère à la tête de la communication et des relations institutionnelles de l'entreprise. Il est alors rapidement supprimé.

### Présence de pseudo-médecine
Le 22 août 2022, Doctolib suspend 17 profils de naturopathes liés à Irène Grosjean, connue pour avoir recommandé de frictionner les organes génitaux, plongés dans l'eau glacée, des enfants fiévreux afin de les endormir. Cette vague de suspension fait suite aux critiques de professionnels de santé et de patients quant à la présence sur la plateforme de pseudo-médecins, dont certains ont des pratiques proches du charlatanisme, et des dérives sectaires. Le groupe affirme entreprendre un « travail de fond » avec le comité médical du site et que de nouvelles mesures seront bientôt prises,. Le 23 août, l'ordre des médecins réagit en publiant un communiqué demandant « de renforcer ses règles éthiques pour s’inscrire sur sa plate-forme » afin d'éviter la confusion entre professionnels de santé et disciplines sans fondement médical. En réponse, Doctolib annonce le 25 août avoir mis à jour la page d'accueil de son site en y mentionnant de manière explicite que certains praticiens ne sont pas des professionnels de santé. Le 26 octobre, après six semaines de consultations auprès de 40 acteurs dont l'ordre des médecins et la Miviludes, Doctolib annonce son choix de ne garder sur sa plateforme que des « professionnels référencés par les autorités de santé » et qu'en seront donc exclus, dans un délai de six mois, 5 700 « praticiens du bien-être » (magnétiseurs, iridologues, coachs en développement personnel, sophrologues, naturopathes, homéopathes etc.),.
En août 2022 est révélé que Doctolib laisse des personnes s'inscrire comme professionnelles de santé sans vérifier a priori leur qualification. Deux faux médecins ont ainsi pu exercer pendant plusieurs semaines sur la plateforme. Doctolib explique que sa procédure d’inscription « débute en premier lieu par une vérification d’identité. Puis un délai de 15 jours est octroyé aux professionnels de santé afin de réceptionner les pièces justificatives dans le cadre d’une vérification du droit d’exercer ». Les faux médecins ont pu utiliser la plateforme durant cette « période d'installation ».
Depuis août 2022, le délai de 15 jours précédemment octroyé a été supprimé. La vérification d'identité et le droit à exercer sont vérifiés avant même de pouvoir être mis en ligne.

### Informations erronées à la patientèle
Des informations erronées ont été données à la patientèle par des médecins membres de Doctolib, en particulier sur le tarif des consultations. L’association de consommateurs UFC-Que choisir a dénoncé dans une étude du 22 février 2024, les dépassements d’honoraires exigés par de nombreux médecins spécialistes. Même en secteur 1, certains médecins ont le droit de réclamer plus que le tarif agréé par la Sécu en raison d'un «droit à dépassement permanent» qui est «lié à la reconnaissance de leur pratique et de leurs diplômes», selon l'Assurance maladie, qui ne donne cependant pas de détails sur ses critères d’attribution. Une enquête du magazine économique Capital de février 2024 a cité le cas d'une patiente aux revenus modestes, une jeune coiffeuse dont le médecin « indiquait pourtant être en secteur 1 sur son profil Doctolib» mais qui lui a facturé 65 euros, plus de deux fois les 26,50 euros qu'elle prévoyait compte tenu du secteur 1 affiché.

### Refus de transmissions d'informations à la patientèle
En 2020, France Info publie un enquête qui indique que la demande d'accès par la patientèle à son historique de parcours de soin est complexifiée car Doctolib se limite à communiquer que l'identité, la date de naissance, les coordonnées et la date de création du compte.
Stanislas Niox-Chateau justifie le refus d'envoi des autres informations, pourtant disponibles sur le site de l'entreprise, car son entreprise est sous-traitante des professionnels de santé et des établissements de soin. L'ancien directeur juridique de la CNIL Guillaume Desgens-Pasanau considère que cette complexification des démarches de la patientèle est contraire à l'esprit du RGPD, suggérant que Doctolib devrait distinguer son travail d'aide à la gestion et de prise de rendez-vous, distinguant ainsi l'activité de prestation et de responsable ou co-responsable du traitement des données de la patientèle.
Considérer l'entreprise comme simple sous-traitante lui permet d'éviter de demander le consentement de la patientèle dont elle héberge les données de santé ou d'envoyer des questionnaires de satisfaction à la demande des professionnels de santé. Le Conseil national de l'ordre des médecins reconnaît que seuls 10 % des médecins ont une connaissance du sujet, et que les autres s'en désintéressent, donc Stéphane Oustric, délégué général aux données de santé et au numérique de l'ordre, qui explique que « La plupart des médecins disposent d'une messagerie sécurisée, achètent un logiciel dont l'éditeur se dit certifié ou garanti conforme au RGPD et ne se pose pas de question tant que le programme est sympa et facile d'utilisation ».

### Hébergement de données de santé
Doctolib collecte des données personnelles de la patientèle, mais mais aussi des noms des médecins et parfois du mode de consultation. L'entreprise effectue aussi des enquêtes de satisfaction sur les professionnels de santé systématique après chaque rendez-vous. Les comptes-rendus de consultation de télémédecine sont aussi hébergés par sa plateforme. Les données personnelles sont très encadrées par le règlement générale sur la protection des données, et les données de santé le sont particulièrmeent.

### Prise de position sur la "taxe lapin"
En mars 2024, le PDG de Doctolib, explique ne pas être opposé au projet de Taxe lapin (pénalité de 5 euros à payer par le patient ne se présente pas à un rendez-vous médical), mais qu'il est impensable d'imposer l’empreinte de carte bancaire avant tout rendez-vous, car « il y a 15 % des patients qui sont en situation d’illectronisme » et « 5 % qui n’ont pas de carte bancaire. C’est impensable d’entraver l’accès aux soins pour eux », a justifié le PDG, pourtant favorable au principe d’une taxe pour rendez-vous médicaux non honorés. Stanislas Niox-Chateau, PDG de Doctolib, a aussi averti sur France Inter le 10 avril 2024 qu'il "ne faut pas créer un fardeau administratif nouveau pour les soignants" ni "entraver l’accès aux soins".

## Implantation
Doctolib a des bureaux dans 40 villes en France, en Allemagne, en Italie et aux Pays-Bas. En mars 2022, la société employait 400 salariés à Nantes[réf. non conforme].

## Organisation

### Direction
Doctolib est présidé par Stanislas Niox-Chateau. Jean Urbain-Hubau est Directeur Général de Doctolib France.

### Actionnariat
Doctolib est une entreprise qui compte parmi ses actionnaires la Banque publique d’investissement (Bpifrance), les fonds d’investissements Eurazeo, Accel Partners, Kernel et General Atlantic (en).